# Château de Bouvées
Le château de Bouvées est un château en ruine situé sur la commune de Labrihe dans le département du Gers.

## Historique
Le château est construit entre 1530 et 1560 par Jacques de Saint-Julien, évêque d'Aire, sur les ruines d'un édifice antérieur. À l'époque de la Révolution française, il est vendu comme bien national.
Le château est une propriété privée. Il est partiellement classé depuis 1990 au titre des monuments historiques par le ministère français de la Culture.

## Description
L'édifice se composait à l'origine de trois ailes entourant une cour intérieure, et de tours rondes aux angles. Il ne reste aujourd'hui que les parties est et sud, les bâtiments agricoles accolés aux anciens murs reproduisant le tracé antérieur. Il ne reste que la tour du sud-est et des traces de celle du sud-ouest ; le pigeonnier a été construit sur les fondations d'une autre.
Un mur démoli près de la chapelle révèle l'ancien corps de garde qui menait à la cour. La chapelle conserve des sculptures et deux fenêtres à meneaux ornées de moulures. Une tour ronde à quatre étages y est accolée. Une cave voûtée permettait de surveiller les environs grâce à des judas. À l'intérieur se trouvent des cheminées des XVe siècle et XVIIIe siècle, des sols en faïence, des plafonds avec poutres et des solives apparentes.